# Романовский, Всеволод Иванович
Все́волод Ива́нович Романо́вский (22 ноября [4 декабря] 1879, Верный, Новотульское муниципальное образование — 6 декабря 1954, Ташкент) — русский, советский, узбекский математик, основатель ташкентской математической школы. Труды по математической статистике.

## Биография

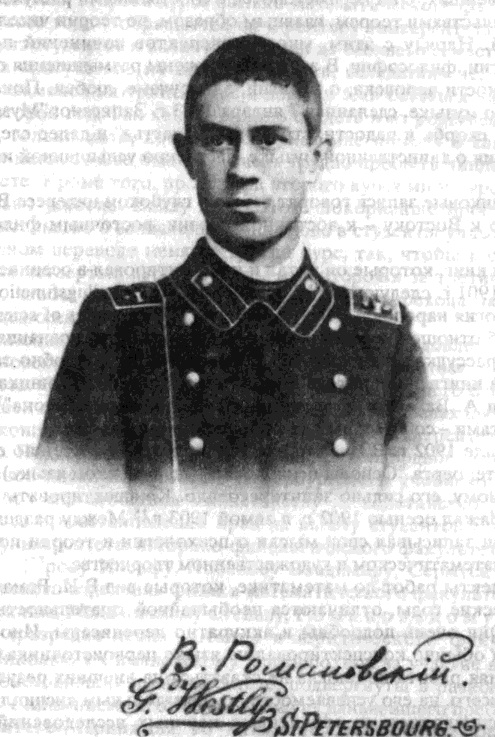
Во время учёбы в Санкт-Петербургском университете

Родился 22 ноября (4 декабря) 1879 года в Верном (ныне Алма-Ата, Казахстан).
В 1906 году окончил Петербургский университет. В 1911—1915 годах доцент, затем профессор Варшавского университета, в 1915—1918 профессор Донского (в Ростове), с 1918 года Среднеазиатского (в Ташкенте) университетов.
Основные труды относятся к математической статистике и теории вероятностей. Академик АН УзССР (1943).
Имеет большие заслуги в воспитании национальных научных кадров в УзССР. В 1954 году именем Романовского был назван Институт математики АН УзССР.
Умер 6 декабря 1954 года. Похоронен в Ташкенте на Боткинском кладбище.

## Награды и премии
- Сталинская премия третьей степени (1948) — за разработку и внедрение в практику новых методов составления краткосрочных и долгосрочных прогнозов погоды
- Орден «Буюк хизматлари учун» (посмертно, 23 августа 2004 года)[3]

## Труды
- Романовский В. И. Элементарный курс математической статистики. — М.-Л. Госпланиздат, 1924.
- Романовский В. И. Элементы теории корреляции. 1928 г. — 148 с.
- Романовский В. И. Математическая статистика. — М.-Л. Гос.объед. научно-тех.изд. НКТП СССР. 1938. — 527 с.
- Романовский В. И. Элементарный курс математической статистики. — М.-Л. Госпланиздат, 1939. — 359 с.
- Романовский В. И. Введение в анализ. — Ташкент. Гос.учебно-педагог. изд., 1939. — 436 с.
- Романовский В. И. О предельных распределениях для стохастических процессов с дискретным временем. — Изд. Среднеаз. Гос. Унив. Ташкент, 1946. — 24 c.
- Романовский В. И. Применения математической статистики в опытном деле. — Гостехиздат, М.-Л.,1947. — 248 с.
- Романовский В. И. Основные задачи теории ошибок. — ОГИЗ. Гостехиздат, М.-Л., 1947. — 116 с.
- Романовский В. И. Дискретные цепи Маркова. — Гостехиздат, М.-Л. 1949. — 436 с.
- Романовский В. И. Математическая статистика. Кн.1. Основы теории вероятностей и математической статистики. — Ташкент, 1961. — 637 с.
- Романовский В. И. Математическая статистика. Кн.2. Оперативные методы математической статистики. — Ташкент, 1963. — 794 с.
- Романовский В. И. Избранные труды. Т.1. — Изд-во «Наука» Узб. ССР. Ташкент. 1961.
- Романовский В. И. Избранные труды. Т.2. — Теория вероятностей, статистика и анализ. Изд-во «Наука» Узб. ССР. Ташкент. 1964. — 390 с.